# Linea principale Muroran
La linea principale Muroran (室蘭本線?, Muroran-honsen) è una delle principali linee ferroviarie nella prefettura di Hokkaidō, gestita da JR Hokkaidō.
La linea collega le stazioni di Oshamanbe, Oshamanbe e Iwamizawa, Iwamizawa con un percorso alternativo a quello della linea principale Hakodate, alla quale è collegata ad entrambi i termini. Una diramazione collega la stazione di Higashi-Muroran, nell'omonima città con la più centrale stazione di Muroran.

## Tracciato
La linea principale Muroran si origina dalla linea principale Hakodate ad Oshamanbe; da qui sino alla città di Tomakomai la linea segue la costa dell'oceano Pacifico attraversando tutti i principali centri della sottoprefettura di Iburi, quali Date, Muroran e Noboribetsu. La linea alterna sezioni a doppio binario con tratti a binario unico; in questa prima parte del suo percorso la linea è quasi totalmente a doppio binario, eccezion fatta per i segmenti fra Tōya e Usu e fra Nagawa e Mareppu, che sono invece a binario unico. Il segmento fra le stazioni di Shiraoi e Numanohata, di 27,8 km, è il più lungo rettilineo ferroviario in Giappone.
Da Tomakomai si dipartono, rispettivamente dalle stazioni di Tomakomai e Numanohata, la linea principale Hidaka verso l'omonima sottoprefettura e la linea Chitose verso Sapporo.
Fra Numanohata e il riallacciamento con la linea principale Hakodate ad Iwamizawa la linea passa attraverso le zone rurali della sottoprefettura di Sorachi, incrociando la linea Sekishō ad Oiwake. Questo secondo tratto è a doppio binario fino a Mikawa; da Mikawa fino al capolinea è invece a binario unico.
La linea presenta una diramazione, a doppio binario, che dalla stazione di Higashi-Muroran porta verso la più centrale stazione di Muroran.

## Storia

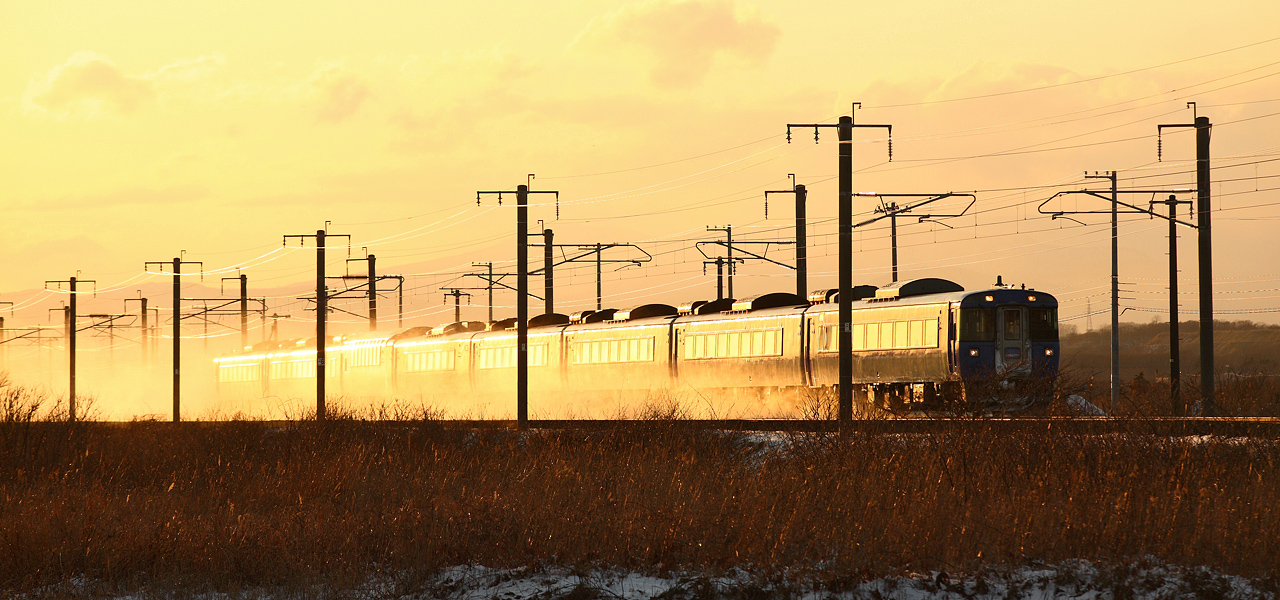
Un servizio Hokuto fra Shadai e Nishikioka

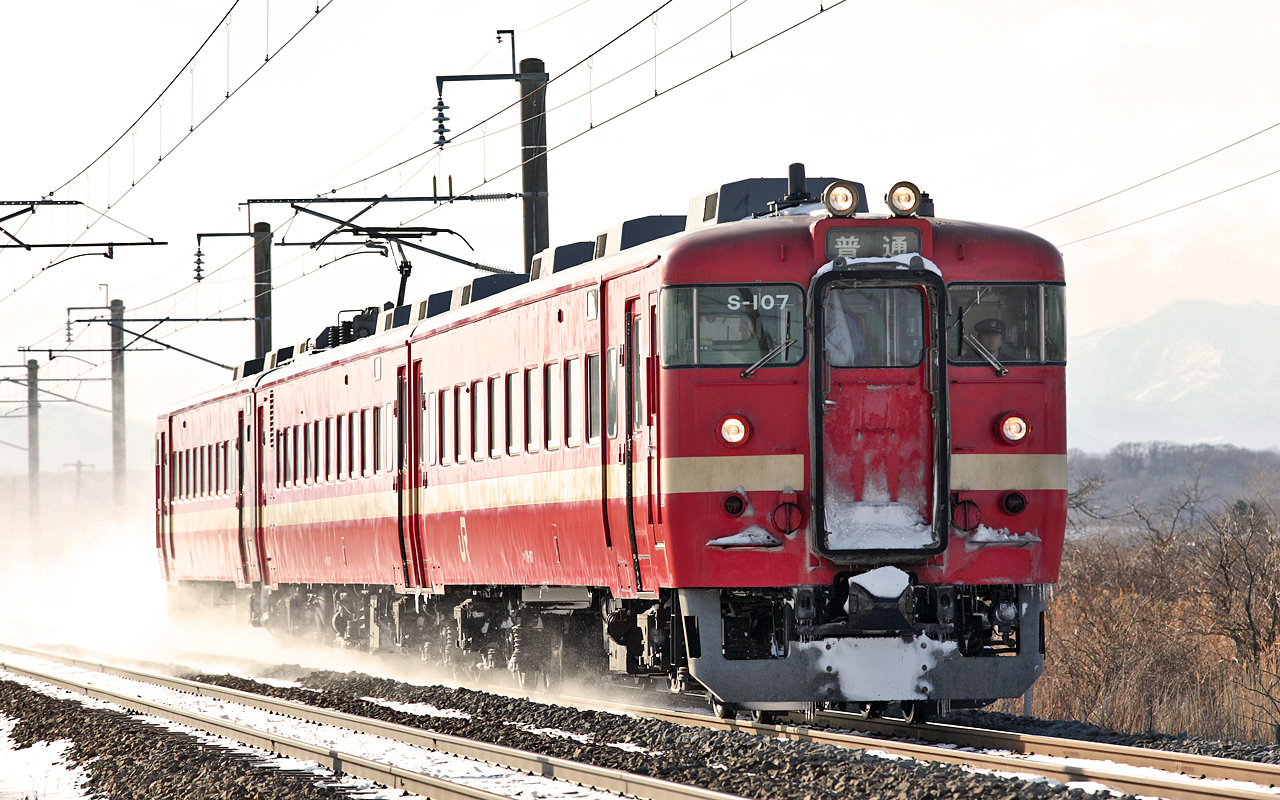
Un treno locale nel medesimo tratto di ferrovia

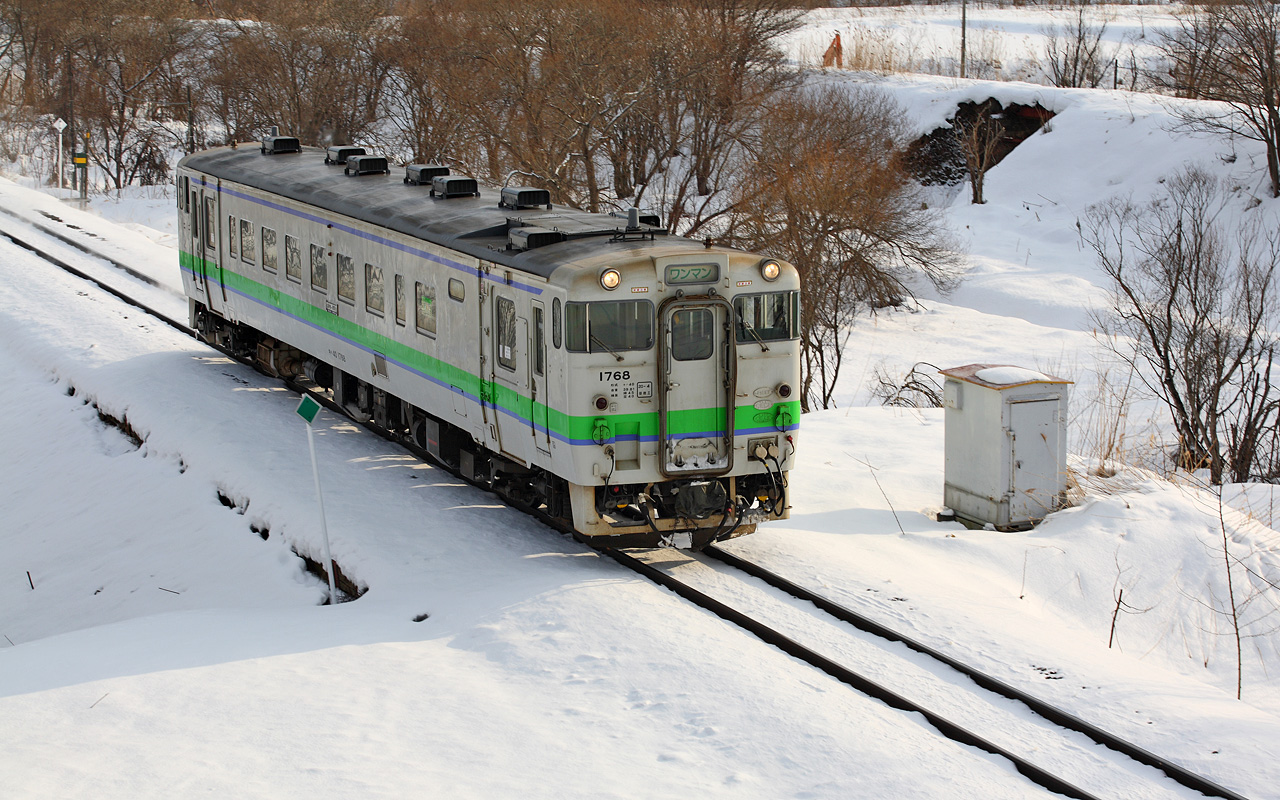
Un treno locale fra Kuriyama e Kurioka, nel tratto finale della linea principale Muroran

Nel 1892 la Hokkaidō Tankō Tetsudō, una compagnia mineraria e ferroviaria, aprì il segmento fra la stazione di Higashi-Muroran (allora chiamata semplicemente Stazione di Muroran) e Iwamizawa. La linea fu ampliata fino a quella che oggi è la stazione di Muroran nel 1897.
Il restante segmento fra Oshamanbe e Higashi-Muroran fu costruito dalle Ferrovie del Governo del Giappone (官設鉄道?, Kansetsu Tetsudō) col nome di linea Osawa (長輪線?, Osawa-sen) per agevolare il traffico fra Sapporo e il sud dell'isola, che fino ad allora erano costretti ad affrontare la montagnosa sezione centrale della linea principale Hakodate.
La linea Osawa fu completata nel 1928 e nel 1931 le due linee collegate assunsero la denominazione attuale.
Benché la linea fosse nata con una vocazione commerciale, dagli anni'60 è percorsa principalmente da servizi passeggeri.

## Treni
Fra Oshamanbe e Numanohata transitano tutti i treni da e per il sud dell'Hokkaidō e per Honshū, che percorrono questa linea piuttosto che la linea principale Hakodate in quanto meno tortuosa. Questa sezione è quindi percorsa dagli espressi Super Hokuto e Hokuto (treno) che collegano Sapporo e Hakodate, dal Suzuran, espresso che collega Sapporo e Muroran, e da vari treni notturni che collegano Sapporo con l'Honshū, l'Hokutosei, l'Hamanasu, il Twilight Express e il Cassiopeia.
Su questa sezione è inoltre presente servizio locale.
Fra Numanohata e Iwamizawa transitano esclusivamente treni locali; questa tratta, una volta molto trafficata, ha infatti gradualmente perso importanza a causa della chiusura delle miniere di carbone.

## Stazioni
Le stazioni fra Numanohata e Iwamizawa non sono numerate.
| Nr.              | Stazione         | Nome in lingua originale | Distanza da Oshamanbe | Coincidenze                                                           | Posizione (tutte le stazioni si trovano in Hokkaidō) |
| Linea principale | Linea principale | Linea principale         | Linea principale      | Linea principale                                                      | Linea principale                                     |
| ---------------- | ---------------- | ------------------------ | --------------------- | --------------------------------------------------------------------- | ---------------------------------------------------- |
| H47              | Oshamambe        | 長万部駅                 | 0,0 km                | Hokkaido Railway Company (JR Hokkaido): - ■ Linea principale Hakodate | Oshamanbe                                            |
| H46              | Shizukari        | 静狩駅                   | 10,6 km               |                                                                       | Oshamanbe                                            |
| H45              | Koboro           | 小幌駅                   | 17,5 km               |                                                                       | Toyoura                                              |
| H44              | Rebun            | 礼文駅                   | 23,6 km               |                                                                       | Toyoura                                              |
| H43              | Ōkishi           | 大岸駅                   | 27,7 km               |                                                                       | Toyoura                                              |
| H42              | Toyoura          | 豊浦駅                   | 36,1 km               |                                                                       | Toyoura                                              |
| H41              | Tōya             | 洞爺駅                   | 41,5 km               |                                                                       | Tōyako                                               |
| H40              | Usu              | 有珠駅                   | 46,6 km               |                                                                       | Date                                                 |
| H39              | Nagawa           | 長和駅                   | 51,5 km               |                                                                       | Date                                                 |
| H38              | Date-Monbetsu    | 伊達紋別駅               | 54,5 km               |                                                                       | Date                                                 |
| H37              | Kita-Funaoka     | 北舟岡駅                 | 57,4 km               |                                                                       | Date                                                 |
| H36              | Mareppu          | 稀府駅                   | 60,6 km               |                                                                       | Date                                                 |
| H35              | Kogane           | 黄金駅 (北海道)          | 65,1 km               |                                                                       | Date                                                 |
| H34              | Sakimori         | 崎守駅                   | 67,3 km               |                                                                       | Muroran                                              |
| H33              | Moto-Wanishi     | 本輪西駅                 | 72,7 km               |                                                                       | Muroran                                              |
| H32              | Higashi-Muroran  | 東室蘭駅                 | 77,2 km               | JR Hokkaido: - ■ Linea principale Muroran (diramazione)               | Muroran                                              |
| H31              | Washibetsu       | 鷲別駅                   | 79,1 km               |                                                                       | Noboribetsu                                          |
| H30              | Horobetsu        | 幌別駅                   | 86,8 km               |                                                                       | Noboribetsu                                          |
| H29              | Tomiura          | 富浦駅 (北海道)          | 92,3 km               |                                                                       | Noboribetsu                                          |
| H28              | Noboribetsu      | 登別駅                   | 94,7 km               |                                                                       | Noboribetsu                                          |
| H27              | Kojōhama         | 虎杖浜駅                 | 98,1 km               |                                                                       | Shiraoi                                              |
| H26              | Takeura          | 竹浦駅                   | 102,9 km              |                                                                       | Shiraoi                                              |
| H25              | Kita-yoshihara   | 北吉原駅                 | 105,7 km              |                                                                       | Shiraoi                                              |
| H24              | Hagino           | 萩野駅                   | 107,8 km              |                                                                       | Shiraoi                                              |
| H23              | Shiraoi          | 白老駅                   | 113,6 km              |                                                                       | Shiraoi                                              |
| H22              | Shadai           | 社台駅                   | 119,1 km              |                                                                       | Shiraoi                                              |
| H21              | Nishikioka       | 錦岡駅                   | 125,4 km              |                                                                       | Tomakomai                                            |
| H20              | Itoi             | 糸井駅                   | 130,6 km              |                                                                       | Tomakomai                                            |
| H19              | Aoba             | 青葉駅                   | 132,8 km              |                                                                       | Tomakomai                                            |
| H18              | Tomakomai        | 苫小牧駅                 | 135,2 km              | JR Hokkaido: - Linea principale Hidaka                                | Tomakomai                                            |
| H17              | Numanohata       | 沼ノ端駅                 | 144,0 km              | JR Hokkaido: - ■ Linea Chitose                                        | Tomakomai                                            |
|                  | Toasa            | 遠浅駅                   | 152,9 km              |                                                                       | Abira                                                |
|                  | Hayakita         | 早来駅                   | 158,3 km              |                                                                       | Abira                                                |
|                  | Abira            | 安平駅                   | 164,0 km              |                                                                       | Abira                                                |
| K15              | Oiwake           | 追分駅 (北海道)          | 170,8 km              | JR Hokkaido: - ■ Linea Sekishō                                        | Abira                                                |
|                  | Mikawa           | 三川駅 (北海道)          | 178,8 km              |                                                                       | Yuni                                                 |
|                  | Furusan          | 古山駅                   | 182,2 km              |                                                                       | Yuni                                                 |
|                  | Yuni             | 由仁駅                   | 186,4 km              |                                                                       | Yuni                                                 |
|                  | Kuriyama         | 栗山駅                   | 191,5 km              |                                                                       | Kuriyama                                             |
|                  | Kurioka          | 栗丘駅                   | 195,7 km              |                                                                       | Iwamizawa                                            |
|                  | Kurisawa         | 栗沢駅                   | 199,6 km              |                                                                       | Iwamizawa                                            |
|                  | Shibun           | 志文駅                   | 203,9 km              |                                                                       | Iwamizawa                                            |
| A13              | Iwamizawa        | 岩見沢駅                 | 211,0 km              | JR Hokkaido: - ■ Linea principale Hakodate                            | Iwamizawa                                            |
| Diramazione      |                  |                          |                       |                                                                       |                                                      |
| H32              | Higashi-Muroran  | 東室蘭                   | 0,0 km                | JR Hokkaido: - ■ Linea principale Muroran (tracciato principale)      | Muroran                                              |
| M33              | Wanishi          | 輪西駅                   | 2,3 km                |                                                                       | Muroran                                              |
| M34              | Misaki           | 御崎駅                   | 4,2 km                |                                                                       | Muroran                                              |
| M35              | Bokoi            | 母恋駅                   | 5,9 km                |                                                                       | Muroran                                              |
| M36              | Muroran          | 室蘭駅                   | 7,0 km                |                                                                       | Muroran                                              |